# Ducado de Arcos

Brasão dos Duques de Arcos

O Ducado de Arcos é um título nobiliárquico espanhol que a Rainha de Castela Isabel I, a Católica concedeu em 20 de Janeiro de 1493 a Rodrigo Ponce de León, descendente de Fernando I de Leão e Castela. Seu nome se refere ao município andaluz de Arcos de la Frontera, na província de Cádiz.